# Begonia rostrata
Espèce
Synonymes
- Begonia chevalieri Warb. ex A.Chev.[1]
- Begonia elliotii Gilg ex Engl.[1]
- Begonia rostrata var. argutiserrata R.Fern.[1]

Begonia rostrata est une espèce de plantes de la famille des Begoniaceae. Ce bégonia est originaire d'Afrique. L'espèce fait partie de la section Rostrobegonia. Elle a été décrite en 1871 par Joseph Dalton Hooker (1817-1911), à la suite des travaux de Friedrich Welwitsch (1806-1872). L'épithète spécifique rostrata signifie « pourvue d'un bec », en référence à la forme caractéristique du fruit.

## Description

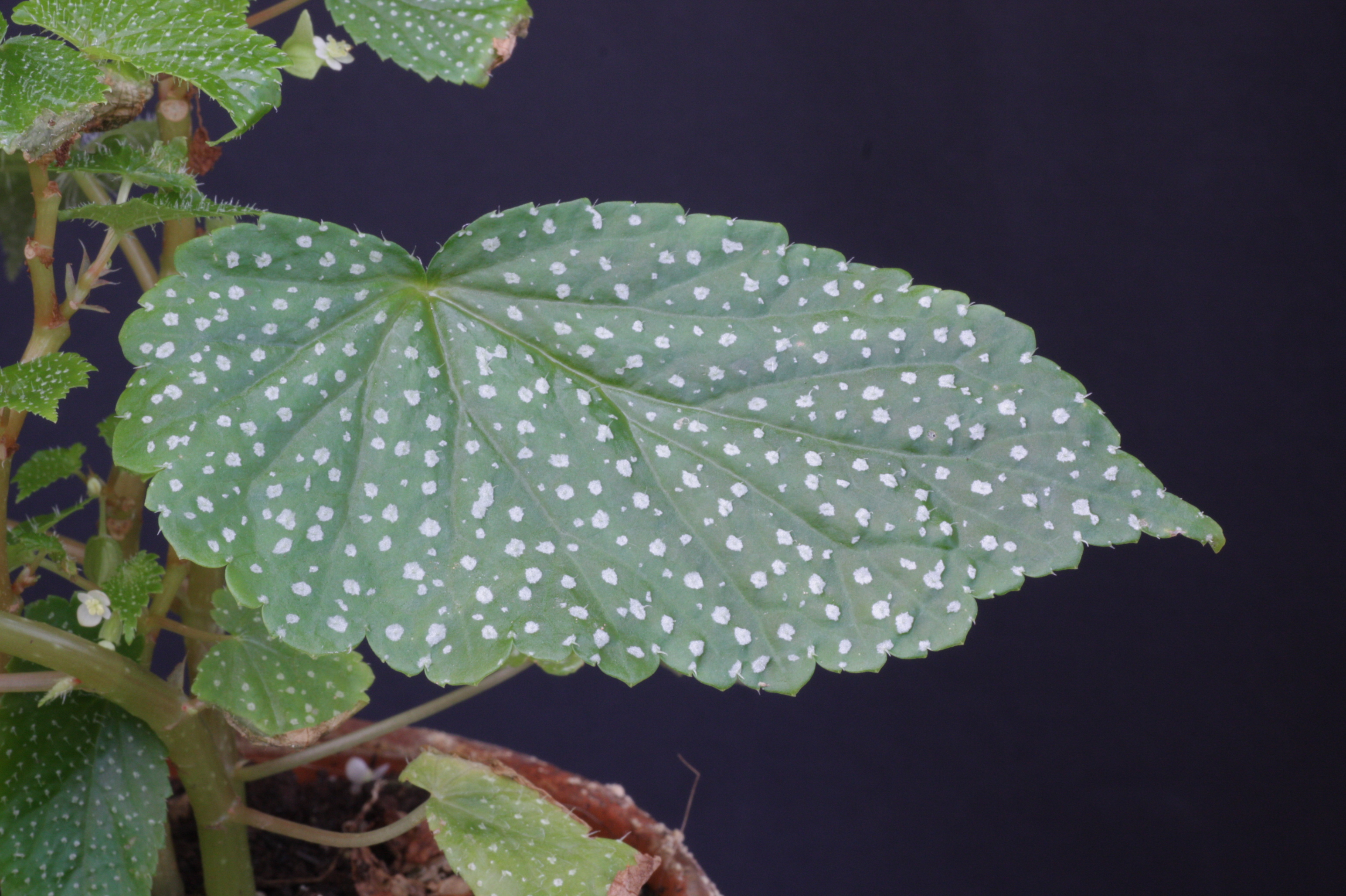
Feuillage
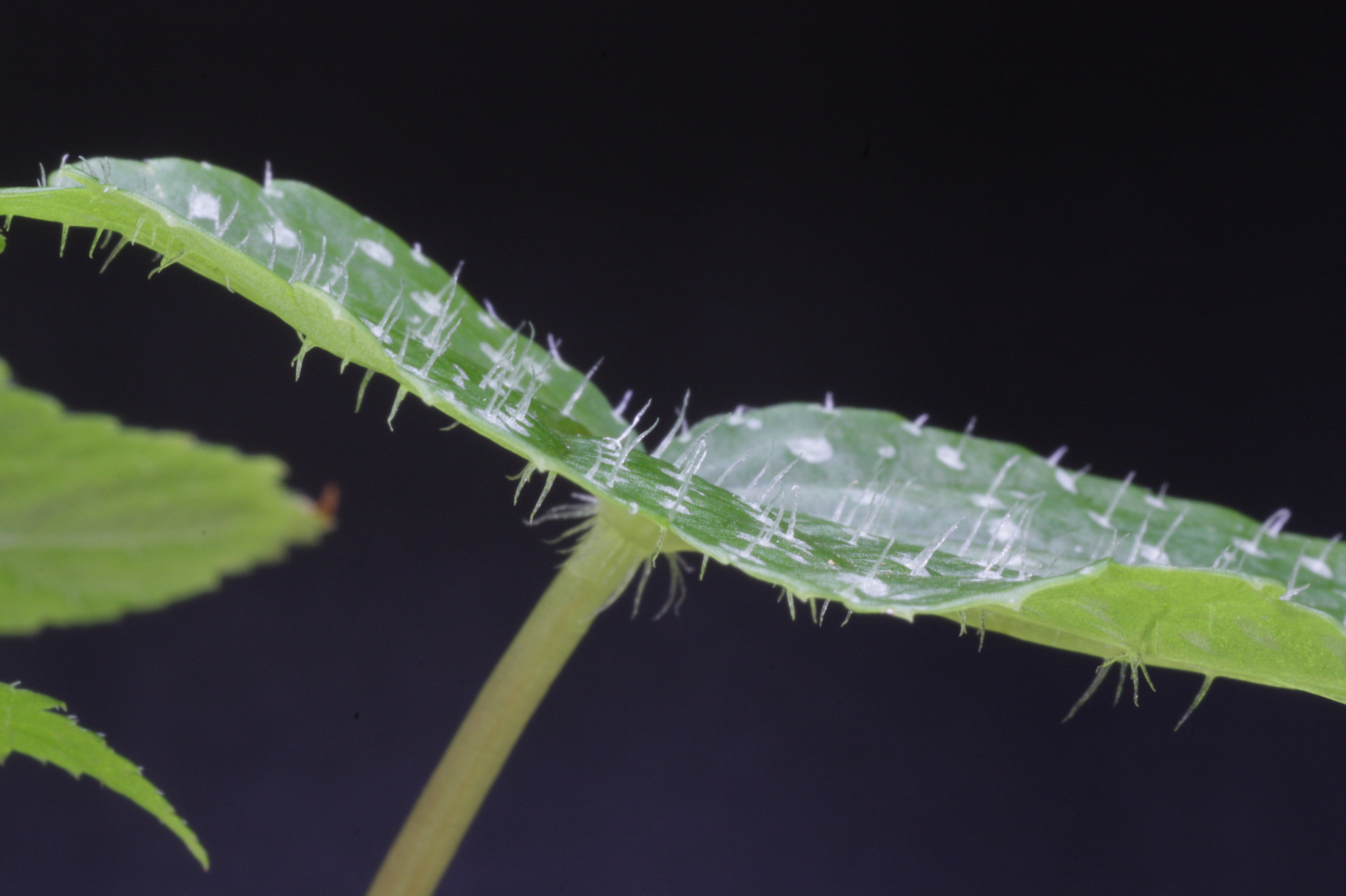
Vue latérale d'une feuille
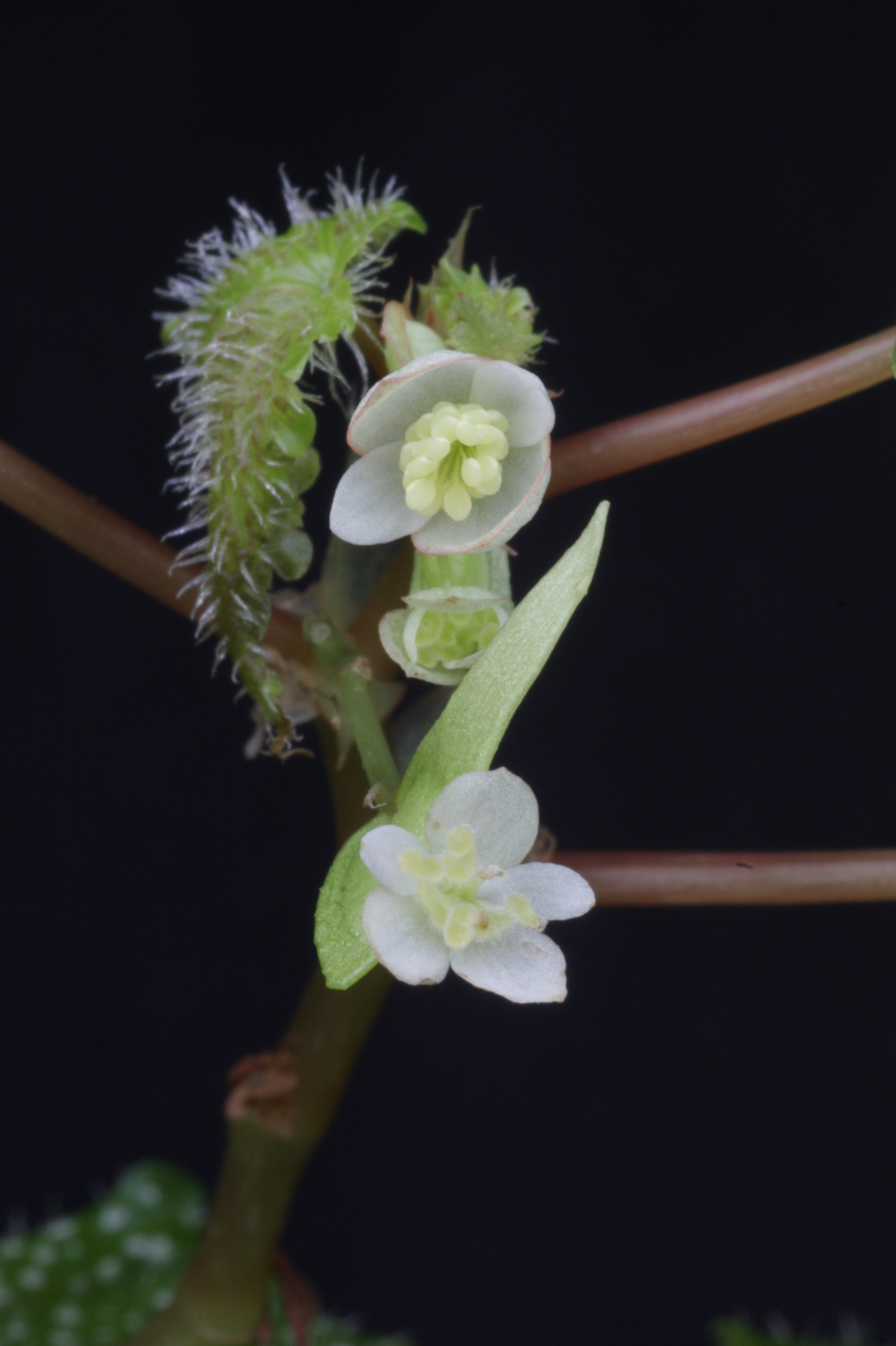
Fleurs mâle (en haut) et femelle (en bas), vue de face

## Répartition géographique
Cette espèce est originaire des pays suivants : Angola ; Côte d'Ivoire ; Ghana ; Guinée ; Libéria ; Nigéria ; Sierra Leone ; Soudan ; Togo ; Zaire.

## Liste des variétés
Selon Tropicos (23 février 2017) (Attention liste brute contenant possiblement des synonymes) :
- variété Begonia rostrata var. argutiserrata Fernandes, A.
- variété Begonia rostrata var. brachyptera Fernandes, Angelica
- variété Begonia rostrata var. rostrata Welw. ex Hook. f.